# Corriere del Giorno
Il Corriere del Giorno è un quotidiano fondato nel 1947 a Taranto da Franco de Gennaro, Egidio Stagno, Franco Ferrajolo e Giovanni Acquaviva.

## Storia
Negli anni '70 il quotidiano venne venduto dai fondatori alla Edital s.p.a. una società editrice collegata alla Democrazia Cristiana. Fallita la società democristiana, negli anni '80, venne registrata presso il Tribunale di Taranto una nuova testata giornalistica denominata Corriere del Giorno Nuovo edita da una nuova società editrice che nulla aveva a che fare legalmente con lo storico quotidiano fondato nel 1947. Dopo qualche anno anche questa nuova società editrice falli . A seguito di questo nuovo fallimento venne costituita la Cooperativa 19 Luglio, formata dai 18 giornalisti che erano soci e dipendenti che depositarono una nuova testata, il Corriere del Giorno di Puglia e Lucania, che non aveva alcun collegamento societario, storico e legale con lo storico quotidiano tarantino fondato nel 1947.
Nell'ottobre 2013 la Cooperativa 19 luglio, per evitare il fallimento e la bancarotta, ha chiesto la liquidazione coatta amministrativa, procedura del diritto fallimentare, disposta dal Ministero dello Sviluppo Economico sino alla chiusura definitiva del Corriere del Giorno di Puglia e Lucania, avvenuta il 31 marzo 2014, disposta dal Commissario Liquidatore dr. Mauro Damiani, nominato dal Ministero, che ha depositato una massa fallimentare di oltre 5 milioni di euro lasciati da amministratori e soci della fallimentare cooperativa giornalistica.
Dal giugno 2014 l'antico quotidiano fondato nel 1947 ha ripreso le sue pubblicazioni online www.ilcorrieredelgiorno.it , grazie ad un'iniziativa editoriale di Antonio (Antonello) de Gennaro, figlio di uno dei 4 fondatori del Corriere del Giorno nel 1947, che è di proprietà della Fondazione Corriere del Giorno, ente no profit.